# Zoroaster (album)
Pour les articles homonymes, voir Zoroastre (homonymie).
Albums de Acid King
Acid King (en)
(1994) Down with the Crown (en)
(1997)
Zoroaster est le premier album d'Acid King, sorti en 1995 sur le label Sympathy for the Record Industry (en).
La compilation The Early Years (en), publiée en 2006, combine le premier EP du groupe, Acid King (en), et cet album.

## Liste des morceaux
| 1.    | Evil Satan        | 7:56 |
| 2.    | If I Burn         | 3:44 |
| 3.    | One Ninety-Six    | 4:23 |
| 4.    | Vertigate #1      | 3:48 |
| 5.    | Tank              | 3:53 |
| 6.    | Dry Run           | 4:16 |
| 7.    | Fruit Cup         | 2:00 |
| 8.    | Queen of Sickness | 5:15 |
| 9.    | Reload            | 3:22 |
| 10.   | Vertigate #2      | 2:34 |
| 41:11 |                   |      |

## Crédits
- Lori S. – guitare, chant
- Peter Lucas – basse, chant
- Joey Osbourne – batterie